# 惡魔教室
《浪潮》（德語：Die Welle）是一部2008年的德國剧情片，由丹尼斯·甘塞爾执导，约根·沃格尔、弗雷德里克·拉乌、詹妮弗·乌尔里希和马克思·雷迈特主演。电影改编自1967年罗恩·琼斯在美国加州一所学校进行与法西斯主义有关的社会实验第三浪潮。作家托德·斯特拉瑟曾根据这个实验写了一本同名为（1981年）的书籍(原名 The Wave 或 The Third Wave)。为了让观众感受到这种实验的引诱力，导演丹尼斯·甘塞爾采用了让约根·沃格尔扮演发起这场运动的老师（“领导人”），采用一步一步指导学生的实验方式拍摄。
《浪潮》在德国影院获得了成功，有230万人观看。

## 劇情大綱
新学期一開始，学校举办了一个以“国家体制”为主题的活动週。富有才华而精力充沛的体育老师赖纳·凡格尔（Rainer Wenger ，由Jürgen Vogel 饰）是一名无政府主义者，然而上司却决定让资质更高的老教师维兰德教授“无政府主义”并派给他“独裁政治”课。课堂上，学生们一致认为独裁政治不可能在现代德国社会重现。面对着这些大部分只为修学分而出勤的学生们，他心血来潮，决定组织一次活动，让学生们亲身体验一下群体的易操纵性。
于是，凡格尔老师则要求学生们必须尊称自己为“凡格尔先生”而非赖纳，并建立起一套班级制度。凡格尔还令学生们起立集体用力踏步，将楼下的“无政府主义”课堂搅得不得安宁。短暂的磨合后，大家都适应并爱上了它，在組織中找到了歸屬感。自此，“浪潮”诞生了。被激发了兴趣的学生们商定了统一的标志、服装（白衬衫）乃至问候手势。集体主义热情高涨，学生開始出現了要把壯大的想法。
于是，活動離開了課堂範圍，兴奋的学生们或粘贴、或涂鸦，让“浪潮”的标志一夜之间出现在全城的每一个角落。作为边缘人物的学生蒂姆变得格外狂热，因为终于得到了一个社团的认同。为此甚至不顾生命危险徒手爬上了一栋尚在建的大楼顶端，在圆形屋顶上喷涂了一个巨大的浪潮标志——次日，这座楼上的标志便登上了当地报纸头条。他烧毁了自己的名牌衣物，因相信制服象征平等。他还携带了手枪，保护组织。甚至整夜坐在凡格尔的家门外，捍卫自己的领袖凡格尔先生。
不断发展壮大，陸續有人加入，学生们甚至自发占据了学校的某运动场地，不准非“浪潮”成员进入。渐渐地，一些学生，以及凡格尔的妻子安可，感觉到事情有点不太对劲。他们劝他立即停止这场闹剧。一些觉悟的学生们想方设法试图阻止活动的继续，却被同学视为叛徒而遭到孤立甚至报复。凡格尔读了当地新闻报道，十分愤怒，对学生提出了警告，并让他们写出自己一週的心路历程。
然而，水球比赛上发生了暴力事件。妻子安可一语道破，凡格尔已沉浸在权力欲与成就感中无法自拔。他曾因自己的成人自考文凭与妻子安可硕士学位间悬殊的学历差距而自卑，然而在“浪潮”中他感到了前所未有的满足。
终于，妻子的决然离去，及学生马可对自己对女友动粗的后悔，让凡格尔醒悟到事态的失控。于是，他在第六天将“浪潮”的所有成员召集到礼堂开会。凡格尔首先煽动学生，声称要將运动推至全国，并让学生将抗议的马可带至前台来审判。随后凡格尔态度急转，点明一週以来他们所作所为之恐怖，宣布就此结束课程。然而为时已晚，蒂姆因幻灭而精神崩溃，开枪打伤了一名同学后意图杀死凡格尔。凡格尔说倘若如此“浪潮”就没有人来领导了，蒂姆最终饮弹自尽。影片的最后，凡格尔被警察带走，而觉醒的学生们相拥而泣。

## 背景
这部是首部将曾经在美国开展过的社会实验改编为小说化叙述故事情节的电影。在2001年斯坦福监狱实验改编为《死亡实验》，由奥利弗·西斯贝格执导。

## 獎項
- 德國電影節傑出影片
- 德國電影節最佳男配角

## 外部連結
- 互联网电影数据库（IMDb）上《惡魔教室》的资料（英文）
- 豆瓣电影上《浪潮》的資料 （简体中文）
- 1905电影网上《惡魔教室》的资料（简体中文）